# 愛的大遊行 Live全記錄
《愛的大遊行 Live全記錄》為歌手梁靜茹的第2張演唱會專輯，於2005年3月4日發行。此專輯除〈孤單北半球〉外均採用梁靜茹“愛的大遊行”台北演唱會的現場錄音。此外，梁靜茹為紀念已離世的父親，特別演唱了父親生前最喜歡的〈掌聲響起〉，但因為她在現場演唱時已泣不成聲，滾石唱片特別使用後期製作方法，將彩排演唱錄音與現場重新混音發表。

## 曲目
CD 1
1. Opening+燕尾蝶
2. 不想睡
3. 听不到
4. Talking+无条件为你
5. 爱你不是两三天
6. Fly Away
7. Talking+为我好
8. 我喜欢
9. 分手快乐
10. 最想环游的世界+Talking
11. 茉莉花
12. 南海姑娘+Talking
13. Shanghai Memory of 1945
14. 宁夏

CD 2	
1. Talking+我是真的付出我的爱
2. 我都知道
3. Talking+如果有一天
4. 接受
5. 彩虹
6. Talking+勇气
7. 一夜长大
8. Talking
9. 掌声响起
10. 分手快乐 (大合唱)
11. 掌声响起 (演唱会总彩排混音版)
12. 孤单北半球 (“爱的大游行”亚洲巡回新加坡演唱会特献最新单曲)

## 演唱會參加人員
- 梁静茹 - 主唱
- 呂聖斐 - 樂團指揮、鍵盤手
- Mike Mclaughlin - 吉他
- 嚴和邦 - 吉他
- 邱培榮 - 貝斯手
- 李守信 - 鼓
- 黎翰江 - 長笛
- 連珮如 - 琵琶、三線
- 神秘失控人聲樂團 - 阿卡貝拉
- 馬毓芬 - 和聲
- 李寶琦 - 和聲
- 鄭知明 - 和聲
- 嚴嘉慶 - programmer

### 長榮交響樂團
- 王倩婷 - 指揮
- 劉融 - 小提琴
- 楊怡珊 - 小提琴
- 蘇郁婷 - 小提琴
- 林以茗 - 小提琴
- 頼靖文 - 小提琴
- 徐懿徳 - 小提琴
- 蔡宇茵 - 中提琴
- 謝庭羽 - 中提琴
- 劉涵 - 大提琴
- 張盈娟 - 大提琴

### 特別來賓
- 任賢齊
- 周華健